# ウェルシュケーキ

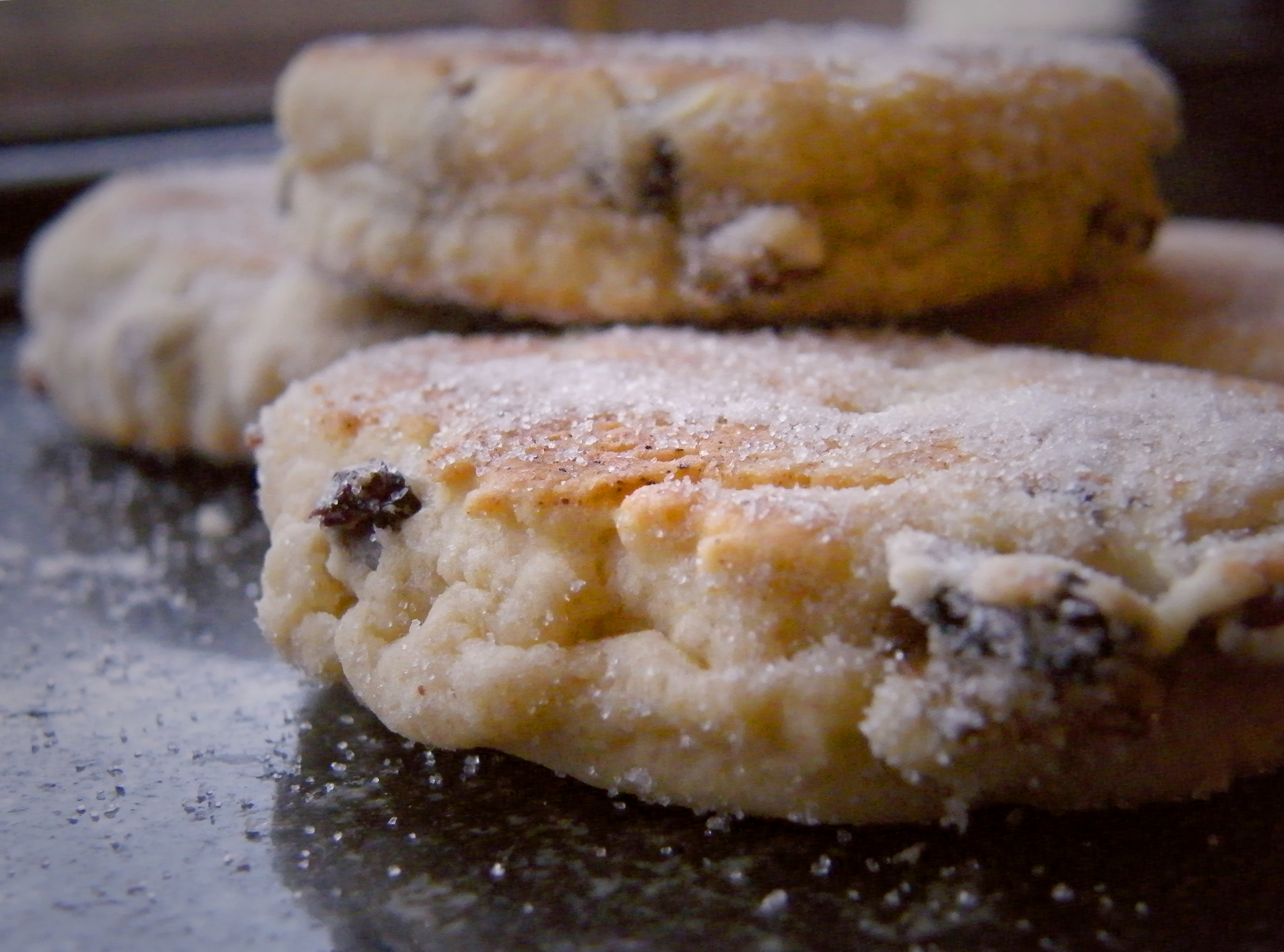
ウェルシュケーキ

ウェルシュケーキ（英語:Welsh cake または Welshcake）は、ウェールズの伝統的な菓子である。ウェールズ語ではピカーラマイン（picau ar y maen）、 ピケ・バッホ（pice bach）、カーケン・グリ（cacen gri）またはテイシェン・ラデス（teisen radell）とも呼ばれる。昔からあった、鉄板で焼くフラットブレッドに脂肪分、砂糖とドライフルーツを加えたもので、19世紀終わりごろから人気がある。
ウェールズでは、直火や熱源の上に置いたベイクストーン（英語:bakestone、ウェールズ語:maen）という厚さ1.5cm程度鋳鉄製の鉄板の上で焼き上げるため、ベイクストーンとも呼ばれる。稀にグリドルスコーン（griddle scone）と呼ばれることもある。
ウェルシュケーキは小麦粉、バターまたはラード、鶏卵、砂糖、シナモンやナツメグ、そしてカラント（小粒のレーズン）から作られる。直径4-6cm、厚さ1.5cm程度の円盤状のに焼き上げる。温かいまま、あるいは冷まして、上白糖をまぶして供される。スコーンと違って何かを添えて食べることはあまりないが、二つに割ってジャムを挟んだ状態で売られていたり、バターを塗ったりすることもある。紅茶とともに食べるのが通例である。
ウェールズの一部ではベイクストーンがウェルシュケーキとは別にあり、それは大きいかつ甘みが少ない。

## バリエーション
セホ・キムリーグ（Llech Cymreig）
ベーキングパウダー入りの小麦粉やベーキングパウダーの代わりに普通の小麦粉(特に全粒粉)を用いることによって、より平らでカリッとしたケーキとなる。 通常はこれを厚いベイクストーンの上で、また今日では天板に乗せて焼くのでセホ・キムリーグ（ウェールズの厚板）と呼ばれている。
ジャムスプリット（Jam Split）
ウェールズ南部で人気。名前の通り、ウェルシュケーキを水平に割ってジャム(場合によってはバターも）をサンドイッチのように挟んだもの。
アップルドラゴン（Apple Dragon）
生地におろしたリンゴを加えることで、時間がたってもしっとりしたままのケーキになる。
ザ・ニューポート・ラヴリー（The Newport Lovely）
ニューポートの男たちが手作りして花嫁や婚約者に結婚祝いや婚約祝いに贈るもの。
マネズ・キムリーグ（Mynydd Cymreig）
「ウェールズの山」という名のウェールズ北部の菓子。より大きく膨らむようにベーキングパウダーの量を倍にして焼く。雪をかぶるスノードニアの高峰に見立て、粉糖を薄くまぶす。
ザ・キーウィ・ケーキ（The Kiwi Cake）
ウェールズ人の入植者がニュージーランドに持ち込んだウェルシュケーキは、ザ・キーウィ・ケーキの名で親しまれている。